# Rhopalomyia santolinae
Rhopalomyia santolinae är en tvåvingeart som beskrevs av Tavares 1902. Rhopalomyia santolinae ingår i släktet Rhopalomyia och familjen gallmyggor.
Artens utbredningsområde är Portugal. Inga underarter finns listade i Catalogue of Life.